# 共生變星
共生變星是噴發非常緩慢的不規則變星，很像慢新星，爆發的星等振幅在9-11等級之間。共生變星會維持它的最大光度十年乃至數十年，然後下降至它原來的光度。這種類型的變星是聯星系統，其中一顆是可能是米拉變星的紅巨星，另一顆是白矮星。明顯對比的光譜和相當的接近與質量等特徵，顯示它們是共生的恆星。紅巨星充滿了它的洛希瓣，因此造成物質溢流轉移到白矮星和吸積，直到點燃了熱核反應，引起類新星的爆發。估計最高溫度可以上昇到200,000K，類似於新星的能量來源，但不同於矮新星。緩慢增加的光度只是單純的因為在爆發之前需要時間成長出足夠的電離前緣。
相信共生變星的伴星，白矮星的質量依然低於錢德拉塞卡極限，因此它們在爆發之後依然可以維持是白矮星。
共生變星的一個例子是天鵝座V1016，它在1971-2007年明確的呈現熱爆炸。其它的例子有天箭座HM、望遠鏡座RR和寶瓶座R 。

## 外部連結
- SEAL P. . Astrophys. Space Sci. 1990, 174 (2): 321. Bibcode:1990Ap&SS.174..321S. doi:10.1007/BF00642518.

- Friedjung, Michael. . NASA. 1993: 647–662. Bibcode:1993cvro.nasa..647F.